# Tangwang, Shandong
Tangwang (kinesiska: 唐王镇, 唐王) är en köping i Kina. Den ligger i provinsen Shandong, i den östra delen av landet, omkring 30 kilometer nordost om provinshuvudstaden Jinan. Antalet invånare är 56 270. Befolkningen består av 28 390 kvinnor och 27 880 män. Barn under 15 år utgör 15,0 %, vuxna 15-64 år 72 %, och äldre över 65 år 11,0 %.
Genomsnittlig årsnederbörd är 841 millimeter. Den regnigaste månaden är juli, med i genomsnitt 315 mm nederbörd, och den torraste är januari, med 6 mm nederbörd.